# هی‌آن-کیو

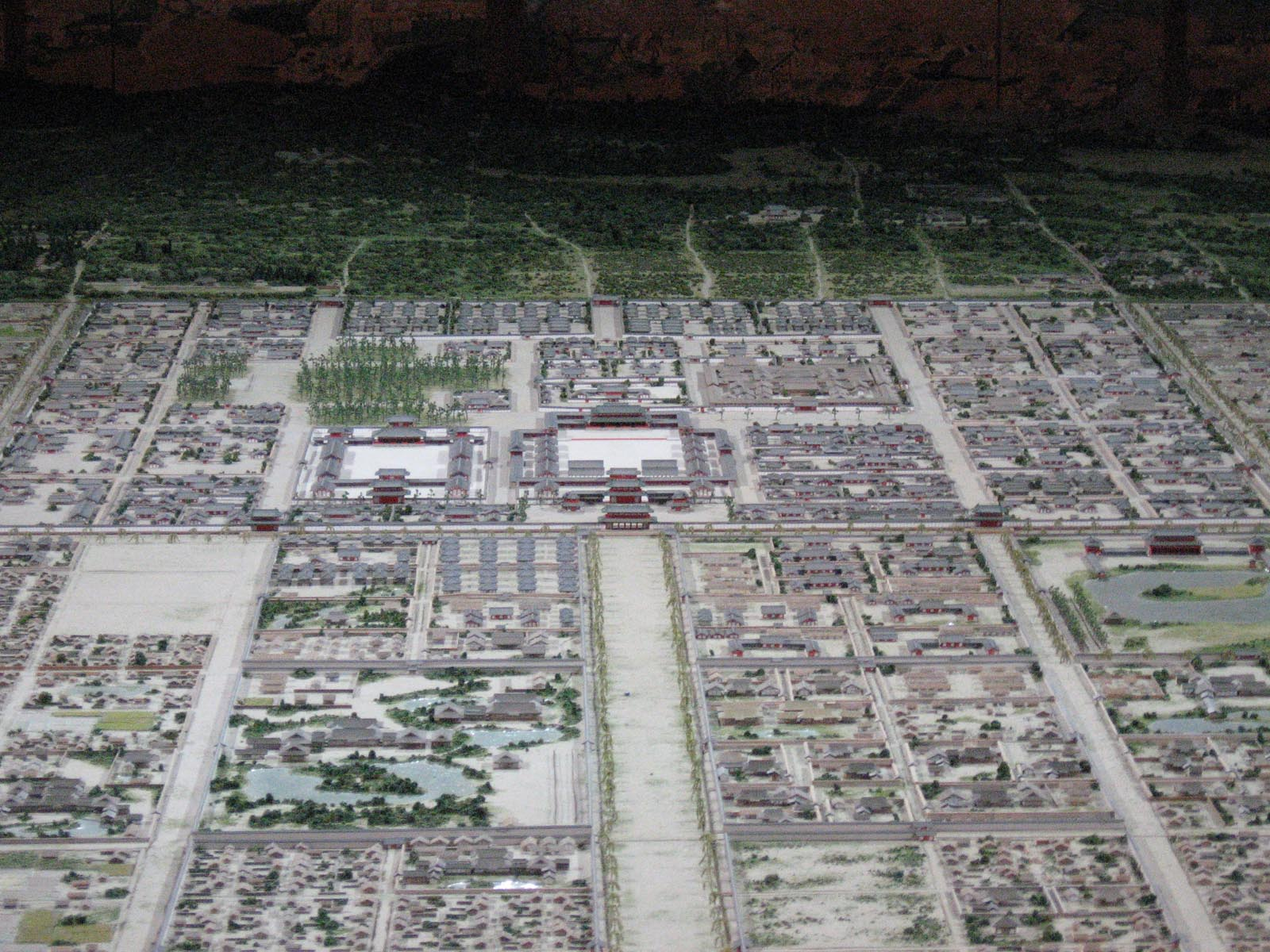
یک ماکت مینیاتوری از شهر

هی‌آن -کیو (به ژاپنی: 平安京 Heian-kyō) به معنی تحت‌الفظی «پایتخت صلح» به عنوان یکی از چند نام سابق برای شهری است که در حال حاضر به عنوان کیوتو شناخته می‌شود. کیوتو پایتخت رسمی ژاپن برای بیش از هزار سال، از ۷۹۴ به ۱۸۶۸ با یک وقفه در سال ۱۱۸۰ بود.